# Turmalina (São Paulo)
Turmalina é um município brasileiro do estado de São Paulo. Sua população estimada (IBGE/2024) era de 1.672 habitantes. O município é formado pela sede e pelo distrito de Fátima Paulista.

## História

### Formação territorial-administrativa
Histórico da formação do município:
- Distrito criado no município de Estrela d'Oeste pela Lei nº 5.285, de 18/02/1959.
- Município criado pela Lei nº 8.092, de 28/02/1964.

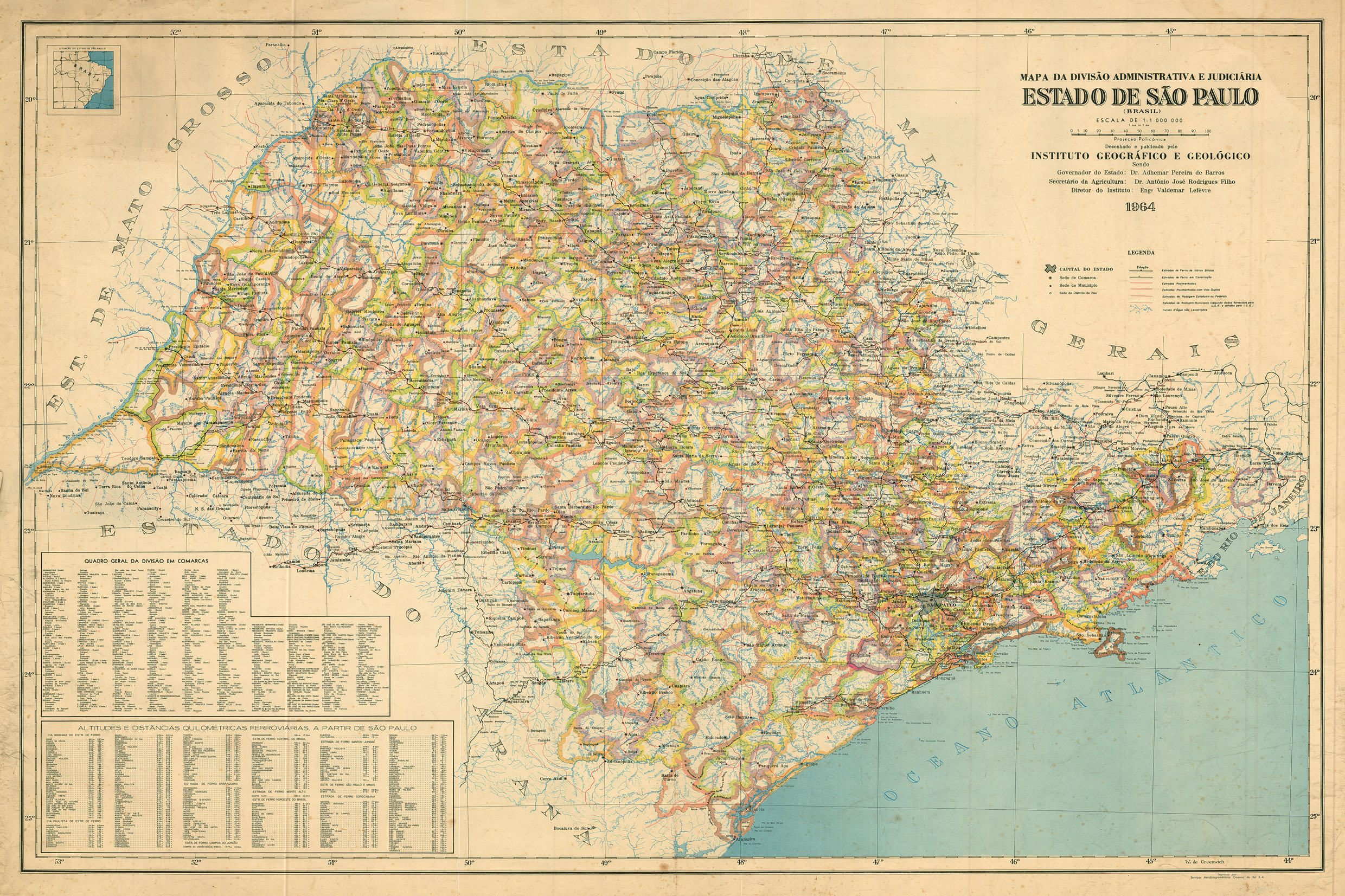
Estado de São Paulo (1964).

## Geografia
Localiza-se a uma latitude 20º03'06" sul e a uma longitude 50º28'34" oeste, estando a uma altitude de 467 metros. Possui uma área de 147,797 km².

### Bairros
- Centro
- Jardim Jatobá
- Jardim Angelines
- Jardim Primavera I
- Jardim Primavera II

### Hidrografia
- Ribeirão Santa Rita

### Rodovias
- SP-463

## Demografia

### População
| Crescimento populacional                             | Crescimento populacional | Crescimento populacional | Crescimento populacional |
| Ano                                                  | População Total          |                          | %±                       |
| ---------------------------------------------------- | ------------------------ | ------------------------ | ------------------------ |
| 1970                                                 | 3 713                    |                          | —                        |
| 1980                                                 | 3 015                    |                          | −18,8%                   |
| 1991                                                 | 2 750                    |                          | −8,8%                    |
| 2000                                                 | 2 366                    |                          | −14,0%                   |
| 2010                                                 | 1 978                    |                          | −16,4%                   |
| 2022                                                 | 1 669                    |                          | −15,6%                   |
| Est. 2024                                            | 1 672                    | [ 9 ]                    | 0,2%                     |
| Fontes: Censos Demográficos IBGE e Estimativas SEADE |                          |                          |                          |

### Dados demográficos
Dados do Censo - 2010
População total: 1.978
- Urbana: 1.407
- Rural: 571
- Homens: 982[14]
- Mulheres: 996

Densidade demográfica (hab./km²): 13,37

## Política e administração
- Prefeito:  Alex Ribeiro (2017/2020)
- Vice-prefeito: Calixto
- Presidente da câmara: (2017/2020)

## Infraestrutura

### Comunicações
O sistema de telefones automáticos foi inaugurado na cidade em 1985 pela Telecomunicações de São Paulo (TELESP), que também implantou o sistema de discagem direta à distância (DDD) em 1989 com o código de área (0176). Anteriormente a cidade era atendida pela Companhia de Telecomunicações do Estado de São Paulo (COTESP).
Na década de 90 o código DDD da cidade foi alterado para (017), para padronização do sistema telefônico com a telefonia celular que estava sendo implantada em todo o estado.

## Cultura e lazer
Turmalina Camping Club: Clube com piscinas, campos para esportes, quiosques e grande área para realização de festas com espaço coberto.

## Religião
O Cristianismo se faz presente na cidade da seguinte forma:

### Igreja Católica
- A igreja faz parte da Diocese de Jales.[19]

### Igrejas Evangélicas
Entre as igrejas protestantes históricas, pentecostais e neopentecostais, encontram-se na cidade:
- Assembleia de Deus Ministério do Belém.[22][23]
- Congregação Cristã no Brasil.[24]